# Орёл и Дракон
«Орёл и Дракон» — седьмая книга цикла российского писателя Ника Перумова «Гибель Богов — 2». 

## Сюжет
Хедин и Ракот в течение бессчётных эпох оберегали Упорядоченное от разных угроз. Но теперь Упорядоченное — под ударами многочисленных противников, среди которых и хитроумные Дальние, и таинственные смертные маги, и даже Старый Хрофт, некогда верный друг и союзник Новых богов. Причём угроза нависла не только над властью Хедина и Ракота — всему мирозданию грозит опасность, настолько великая, что в стороне не могут остаться даже столпы Третьей силы, которые прежде старались напрямую не вмешиваться в конфликты.

## Критика
Критик Д. Злотницкий (журнал «Мир фантастики») положительно отозвался о размахе событий эпопеи, магических битвах и линии Хедина и Хагена. К недостаткам произведения он отнёс эпизоды с подмастерьями Хедина, уступающие по увлекательности и накалу эпизодам с «ветеранами», а также отсутствие ряда ключевых персонажей, присутствовавших в предыдущих книгах цикла.